# Станиславівська третя державна гімназія імені Станіслава Сташиця
Станиславівська третя державна гімназія імені Станіслава Сташиця — колишній австрійський та польський середній освітній заклад в Станиславові (нині Івано-Франківськ), заснований у 70-х роках ХIХ століття.

## Історія
Історичні витоки закладу сягають останньої третини ХІХ ст. Своїм поданням від 1 березня 1873 року міська рада Станиславова виступила з клопотанням перед австрійським урядом щодо перетворення тутешньої початкової реальної школи на вищу семирічну. За підсумками нетривалих перемовин влади міста з чиновниками Міністерства релігій та освіти 8 травня 1874 року австрійський імператор видав декрет про створення Станиславівської цісарсько-королівської вищої реальної школи.
Свою освітню діяльність новоутворений заклад розпочав 1 вересня 1874 року. Під потреби школи міська влада відвела щойно зведену за проєктом архітектора Владислава Мюльна триповерхову кам’яницю у стилі класицизму, розташовану на вул. Сапіжинській (нині – вул. Незалежності, 17).
У часи Першої світової війни шкільна будівля зазнала значних зовнішніх та внутрішніх руйнувань. У її приміщеннях  було розгорнуто російський шпиталь. Як наслідок, після остаточного припинення воєнних дій на території міста неушкодженими залишилися лише природничий та фізичний кабінети установи, також значних втрат зазнав і бібліотечний фонд. В силу зазначених обставин протягом 1916-1918 років учні вимушені були займатися поза стінами рідної школи в не пристосованих для якісного навчання приміщеннях.
Урядовим рескриптом польської влади від 19 березня 1920 року вищу реальну школу реорганізували в Станиславівську математично-природничу гімназію. Ще через шість літ заклад перейменували на ІІІ Державну гімназію імені Станіслава Сташиця (на честь знаного польського освітянина і науковця). У ту пору в школі з математично-природничим ухилом функціонувало 8 класів і 14 відділень, у котрих здобувало освіту близько п’яти сотень учнів.
У другій половині 1930-х заклад пережив своє останнє переформатування. Наказом міністра релігійних конфесій та народної освіти Войцеха Свєнтославського від 23 лютого 1937 року школу реорганізували в ІІІ Державний ліцей та гімназію імені Станіслава Сташиця.
У 1939 році після радянської анексії західноукраїнських земель освітній заклад з більш як піввіковими традиціями вимушено припинив своє подальше функціонування.

## Відомі люди

### Директори:
- Едвард Гюкель
- Юзеф Чачковський
- Францішек Новосєльський
- Юліан Латковський
- Ян Піскозуб
- Владислав Піскозуб

### Викладачі:
- Остап Левицький

### Навчались:
- Антін Манастирський — український художник, графік.
- Ян Рубчак — польський художник.
- Модест Сосенко — український художник.